# Игнатьев, Гавриил
Гавриил Игнатьев (ок. 1748—1804) — русский кораблестроитель конца XVIII — начала XIX веков, корабельный мастер генерал-майорского ранга, построил на Кронштадтской и Соломбальской верфях 33 линейных корабля и фрегата.

## Биография
Игнатьев Гавриил родился около 1748 года. В 1762 году начал службу в Главном Санкт-Петербургском адмиралтействе корабельным учеником. В 1778—1782 годах работал на Соломбальской верфи в Архангельске под началом корабельного мастера бригадирского ранга М. Д. Портнова.
В 1783 году был переведён в Кронштадт, где руководил судоремонтом, а затем вместе с корабельным мастером А. С. Катасановым на Кронштадтской верфи строил 100-пушечный линейный корабль «Ростислав», который 23 мая 1784 года был спущен на воду. 22 февраля 1784 года Игнатьев самостоятельно заложил на Кронштадтской верфи 100-пушечный линейный корабль «Саратов», который был спущен на воду 15 октября 1785 года. За месяц до спуска «Саратова», 19 сентября Игнатьев заложил на Кронштадтской верфи ещё один 100-пушечный линейный корабль «Святой Николай Чудотворец» и 13 мая 1789 года спустил его на воду. Все эти корабли вошли в состав Балтийского флота и участвовали в войне со Швецией 1788—1790 годов и в войне с Францией 1792—1797 годов.
В 1791 году Гавриил Игнатьев, после смерти своего учителя М. Д. Портнова, переехал в Архангельск и возглавил судостроение на Соломбальской верфи. В том же году он был произведён в корабельные мастера генерал-майорского ранга. На Соломбальской верфи он построил десять 66-пушечных и 74-пушечных кораблей, шесть 36 и 44-пушечных фрегатов.

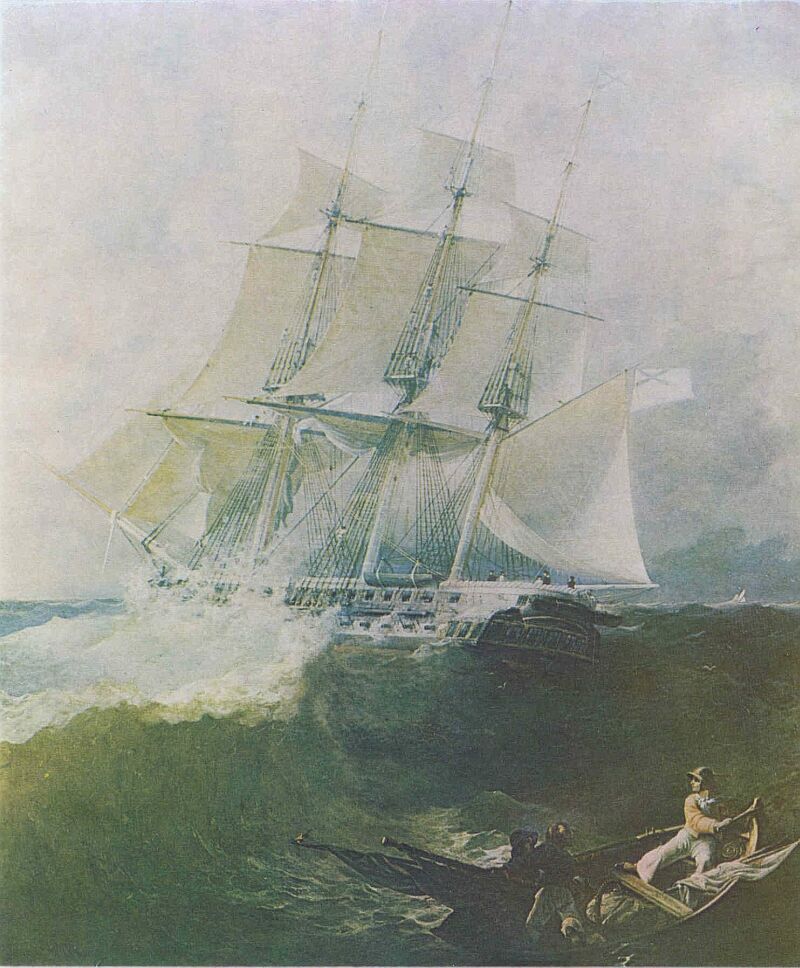
Борисполец П. Т. Фрегат «Аврора» во время бури. 1838 год. Фрегат построен по проекту Г. Игнатьева

19 июля 1791 года Игнатьев заложил 66-пушечный линейный корабль «Европа». Спущен на воду 15 мая 1793 года, вошёл в состав Балтийского флота. 10 октября 1792 года на Соломбальской верфи Игнатьев заложил 74-пушечный линейный корабль «Исидор» — один из девятнадцати кораблей типа «Ярослав». После спуска на воду в 1795 году корабль вошёл в состав Балтийского флота и участвовали в войне с Францией 1792—1797 годов. 21 сентября 1794 года Игнатьев заложил два корабля: 74-пушечный линейный корабль «Всеволод» и 66-пушечный линейный корабль «Азия», которые были спущены на воду в 1796 году.
В 1797 году Игнатьевым были спущены ещё два линейных корабля «Победа» и «Северный Орёл». В 1798—1799 годах Гавриил Игнатьев спустил на воду 36-пушечный фрегат «Поспешный» (заложен 19 декабря 1796 года) и три 44-пушечных фрегата: «Счастливый» (заложен 19 декабря 1796 года), «Феодосий Томский» (заложен 19 августа 1798 года) и «Тихвинская Богородица» (заложен 9 августа 1798 года). 44-пушечные фрегаты были построены по чертежам взятого в плен шведского фрегата «Венус». В 1799 году Г. Игнатьев завершил постройку трёх 74-пушечных линейных корабля: «Москва» и «Ярослав» (заложены 21 августа 1798 года) и «Святой Пётр» (заложен 12 ноября 1798 года). Корабли участвовали в войне с Францией 1798—1800 годов. В 1798 году Игнатьев был командирован в Санкт-Петербург для ознакомления с новшествами при постройке кораблей и практическом использования их в Архангельском адмиралтействе.
В 1801 году корабельным мастером Игнатьевым на Соломбальской верфи было завершено строительство фрегата «Спешный». Проект корабля, пропорции корпуса оказались настолько удачными, что по его чертежам на верфях Архангельска и Санкт-Петербурга с 1801 по 1844 год было построено ещё 33 фрегата одинаковых типоразмеров. Это была самая крупная серия русских парусных 44-пушечных фрегатов.
Корабли построенные корабельным мастером Игнатьевым отличались высокой скоростью и долговечностью, так как вместо сосны Игнатьев применял для постройки корпусов древесину лиственницы. Игнатьев был опытным специалистом по камельному делу. С помощью построенных им камелей он успешно проводил через мелководье реки Северная Двина все построенные им корабли, за что получил в 1801 году Высочайшее благоволение.
18 октября 1800 года на Соломбальской верфи строитель Г. Игнатьев заложил 38-ми пушечный фрегат «Лёгкий», который был спущен на воду 7 мая 1803 года, и затем вошёл в состав Балтийского флота.
29 августа 1801 года Игнатьев приступил к постройке 74-пушечного линейного корабля «Сильный». 1 декабря 1804 года корабельный мастер IV класса Табели о рангах Г. Игнатьев по собственному прошению был уволен со службы и вскоре скоропостижно скончался. Достройку корабля вёл преемник Игнатьева на Соломбальской верфи — молодой корабельный мастер A. M. Курочкин. Корабль был спущен 28 мая 1804 года и вошёл в состав Балтийского флота. За постройку этого корабля Курочкин получил от императора Александра I особую награду — бриллиантовый перстень и крупную денежную премию.